# Vega Baja
Vega Baja é um município de Porto Rico, situado na região norte da ilha. Tem 121,4 km² de área e sua população em 2010 foi estimada em 59.662 habitantes. Limita com os municípios de Manatí, Morovis, Vega Alta, e com o Oceano Atlântico.